# トクス県
トクス県（トクスけん）は、中華人民共和国新疆ウイグル自治区アクス地区に位置する県。

## 行政区画
4鎮、4郷を管轄：
- 鎮：トクス鎮（新和鎮）、ショユルトゥズ・バグ鎮（尤魯都斯巴格鎮）、イチエリク鎮（依其艾日克鎮）、タシエリク鎮（塔什艾日克鎮）
- 郷：ペイシェンバイバザル郷（排先拝巴扎郷）、ウェゲン郷（渭干郷）、ユチカト郷（玉奇喀特郷）、タムトグラク郷（塔木托格拉克郷）

## 交通

### 鉄道
- 中国国家鉄路集団
  - 南疆線

### 道路
- 高速道路
  -  吐和高速道路
- 国道
  - G314国道

## 事件
2014年1月24日、中心部の市場などで複数の爆発が発生し1人死亡、2人負傷。公安当局が捜査を行う過程で、さらに容疑者2人が爆死。